# GT by Citroën

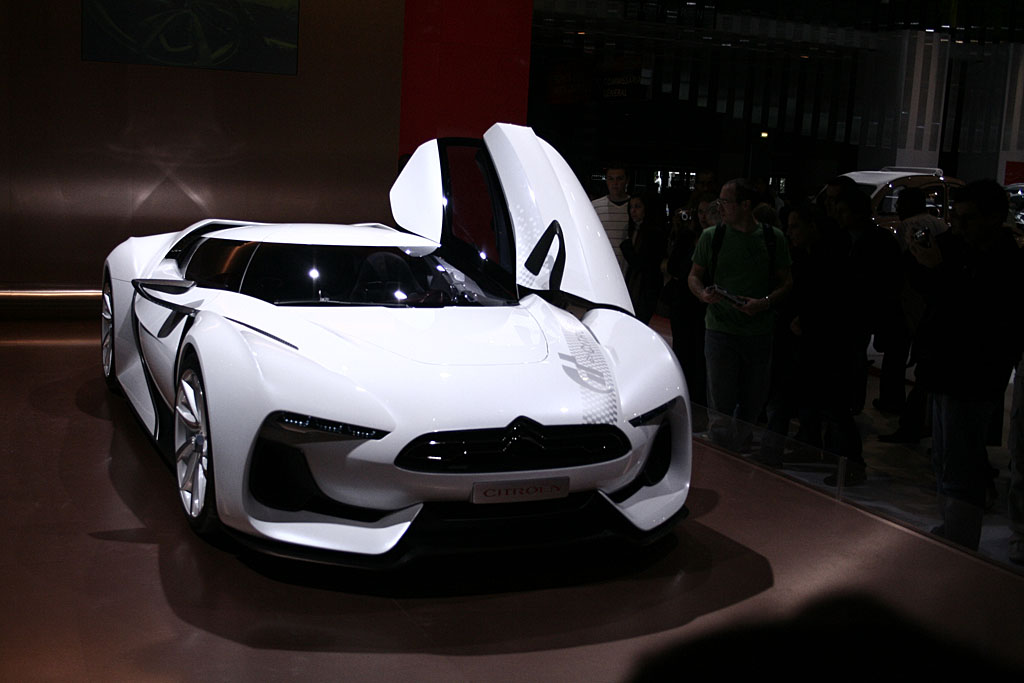
GT by Citroën.

El GT By Citroën es un prototipo de automóvil presentado por la marca de automóviles francesa Citroën por primera vez al público en la exposición mundial del Salón del Automóvil de París 2008. Al mismo tiempo y gracias a su participación en eventos mundiales como el Rally París-Dakar y el World Rally Championship Citroën ha trabajado para revolucionar el terreno del rendimiento deportivo. El exterior del vehículo es hecho a base de capas que brindan unas excelentes características aerodinámicas y una gran refrigeración. La parte frontal y trasera del vehículo utilizan el mismo diseño creados al aplicar LED sobre la máscara frontal que muestran una mirada penetrante que recuerda la mirada de los samuráis japoneses. El diseño fue hecho por Mr. Takumi Yamamoto. El prototipo fue desarrollado para el videojuego Gran Turismo 5, de PlayStation 3. Patrick Arnaud, ingeniero a cargo del GT, explica que el «reto era crear el supercoche de 2025». Con bastante velocidad y poco peso (solo pesa 1.400 kilos) y además puede tener hasta 789 cv con su velocidad máxima de 376 km/h y su motor es un V8 con una cilindrada de 5.4 litros